# سوزان فليتوود
سوزان مورين فليتوود (بالإنجليزية: Susan Fleetwood)‏ كانت استعراضية مسرحية بريطانية، وممثلة تلفزيونية، اشتهرت بأعمالها المميزة في المسرح الكلاسيكي. حيث لفتت الأنظار إليها في المسلسل التلفزيوني «تشاندلر وشركاه» و«بوذا الضاحية». 

## النشأة
ولدت فليتوود في سانت أندروز في إسكتلندا، وهي ابنة بريدجيت مورين (نيري بريريتون) و(جون جوزيف كيلس فليتوود)، الذي كان يعمل كضابط في سلاح الجو الملكي البريطاني. كانت مورين الأخت الكبرى للموسيقي والممثل المشهور (ميك فليتوود)، وأيضًا لاعب الدرامز في فرقة الروك (فليتوود ماك). قضت العائلة بعض من سنوات خدمتها في مصر قبل حدوث أزمة السويس وبعد ذلك تم انتقالهم إلى النوريج حيث تلقت فليتوود تعينها في حلف الناتو. ومن ثم تلقت دورها الأول في مسرحية مدرسية كقديسة العهد القديم. وعندعودتها إلى إنجلترا، تم تشجيعها على العمل بالدراما من قبل راهبة في مدرسة الدير، ففازت بمنحة دراسية في الأكاديمية الملكية للفنون المسرحية في سن السادسة عشرة.
كان صديقها في وقت وفاتها المخرج المسرحي (سباستيان غراهام جونز). ولكنها لم تتزوج قط.

## الوفاة
توفت سوزان فليتوود في ساليسبري، بإنجلترا في 29 سبتمبر 1995، عن عمرٍ يناهز 51 عامًا، بعد أن عانت كثيرًا من سرطان المبيض لمدة عشر سنوات.

## روابط خارجية
- سوزان فليتوود على موقع IMDb (الإنجليزية)
- سوزان فليتوود على موقع ألو سيني (الفرنسية)
- سوزان فليتوود على موقع أول موفي (الإنجليزية)
- سوزان فليتوود على موقع قاعدة بيانات الأفلام السويدية (السويدية)
- سوزان فليتوود على موقع إن إن دي بي (الإنجليزية)
- سوزان فليتوود على موقع قاعدة بيانات الفيلم (الإنجليزية)
- سوزان فليتوود على موقع كينوبويسك (الروسية)